# Anton von Frisch
Pour les articles homonymes, voir Frisch.
Anton von Frisch (aussi appelé Anton Ritter von Frisch, né le 16 février 1849 à Vienne, décédé le 24 mai 1917, ibid.) était un urologue autrichien.

## Biographie
Frisch fait ses études à l'Institut Pasteur de Paris, puis travaille pour Josef Hyrtl, et en tant qu'assistant de Theodor Billroth, professeur d'anatomie à l'académie des beaux-arts de Vienne.
En 1874, il devient professeur à l'université de Vienne, et en 1889 il prend la tête du département d'urologie de la polyclinique de Vienne.
Frisch découvre en 1882 le bacille de la rhinosclérome, et de l'identité de celui responsable de la maladie des chiffonniers grâce à celui de la maladie du charbon. Il décide également de faire de l'urologie une matière à part entière à la faculté de médecine de Vienne.
Il se marie avec Marie Exner, fille de Franz Serafin Exner, qui donnera naissance à quatre fils, dont le lauréat du prix Nobel de médecine Karl von Frisch, ainsi qu'au juriste Hans von Frisch.